# Neoterebra alba
Neoterebra alba é uma espécie de gastrópode do gênero Neoterebra, pertencente a família Terebridae.